# 37. dobrovolnická jízdní divize SS „Lützow“
37. SS-Freiwilligen Kavallerie Division „Lützow“ (37. dobrovolnická jízdní divize SS „Lützow“) byla zformována v únoru roku 1945. Základ divize vytvořili muži z 8. SS-Kavallerie Division „Florian Geyer“ a 22. SS-Freiwilligen Kavallerie Division „Maria Theresia“, které byly zničeny v bitvě o Budapešť. K doplnění stavů byli také odvedeni maďarští Volksdeutsche (Němci žijící mimo území Říše) a různí rozptýlení němečtí a maďarští vojáci.
Těmto vojákům, kteří se shromažďovali v Bratislavě, byl vydán 19. února rozkaz zformovat se ve 37. jízdní divizi, která byla 1. března zařazena do bojové sestavy Waffen-SS. Jejím prvním velitelem se stává SS-Standartenführer Waldemar Fegelein, mladší bratr SS-Gruppenführera Hermanna Fegeleina, který v dřívější fázi války velel 8. SS-Kavallerie Division „Florian Geyer“ na východní frontě.
Divize obdržela svůj čestný název podle pruského generálporučíka Adolfa von Lützow, známého důstojníka jezdectva, který vedl pruské jednotky proti Francouzům v osvobozenecké válce v letech 1813–1814.
Neví se, kolik praporů bylo u divize sestaveno, jisté však je, že byla zcela určitě pod běžným stavem, trpěla nedostatkem výstroje a výzbroje a výcvik byl též nedostatečný. Dopravní prostředky byly údajně tvořeny koňskými povozy.
Jelikož výstavba divize probíhala pomalu, byla ke konci března vytvořena Kampfgruppe „Keitel“ pod velením SS-Obersturmbannführera Karl-Heinze Keitela (syna polního maršála Wilhelma Keitela), která se 4. dubna 1945 připojila k 6. tankové armádě SS SS-Oberstgruppenführera Josefa Dietricha a byla podřízena 1. SS-Panzer Division „Leibstandarte SS Adolf Hitler“. Poté ustupovala z Maďarska přes Slovensko (Bratislava) a Moravu (Znojmo) do Rakouska, kde se ti, kteří nebyli zajati Sověty, vzdali 5. května 1945 Američanům.

## Velitelé
Velící důstojníci divize:
- SS-Oberführer Waldemar Fegelein (26. únor 1945 – březen 1945)
- SS-Standartenführer Karl Gesele (březen 1945 – 8. květen 1945)

## Bojová sestava
Bojová sestava divize podle Chrise Bishopa:
- SS-Kavallerie-Regiment 92 (92. pluk jezdectva SS)
- SS-Kavallerie-Regiment 93 (93. pluk jezdectva SS)
- SS-Kavallerie-Regiment 94 (94. pluk jezdectva SS)
- SS-Artillerie-Abteilung 37 (37. oddíl polního dělostřelectva SS)
- SS-Aufklärungs-Abteilung 37 (37. průzkumný oddíl SS)
- SS-Panzerjäger Abteilung 37 (37. oddíl stíhačů tanků SS)
- SS-Pionier Abteilung 37 (37. ženijní oddíl SS)
- SS-Nachrichten Kompanie 37 (37. zpravodajská rota SS)
- SS-Sanitäts-Abteilung 37 (37. sanitní oddíl SS)
- SS-Nachschub-Truppen 37 (37. zásobovací četa SS)
- SS-Feldersatz-Bataillon 37 (37. náhradní prapor SS)